# 완저우구

완저우 구의 위치

완저우구(중국어 간체자: 万州区, 정체자: 萬州區, 병음: Wànzhōu Qū, 만주구)는 중화인민공화국 충칭시의 행정구역으로 예전에는 완셴 현으로 불리던 곳이다. 넓이는 3457km2이고, 인구는 2007년 기준으로 1,730,000명이다. 완저우의 도시 지역은 구의 북쪽에 위치해있으며 장강의 싼샤 댐의 싱류에 위치해있고 충칭시내로부터 228km 떨어져있다. 완저우라는 이름은 이곳이 수많은 물줄기들이 모여드는 곳이자 그 물줄기를 따라 수많은 교역상들이 이곳으로 모여들었기 때문이다. 싼샤 댐의 건설로 완저우 구 시가지의 47%가 물에 잠기게 되었다. 수몰 지역의 건물들은 파괴하거나 혹은 더 높은 지역에 새로 지어지고 있다.

## 역사
구는 완셴 시의 일부였으며 1990년대 후반에 완저우로 이름이 바뀌었다. 진나라 때 파도(巴郡)에 속했으며 한나라 때인 216년에 양거현(羊渠縣)이 되었다. 230년 촉나라는 이곳의 이름을 남포현(南浦縣)으로 바꾸었다. 553년에는 어천현(魚泉縣)으로, 557년에는 안향현(安鄕縣)으로, 584년에는 만천현(萬川縣)으로 이름이 바뀌었다가 598년에 다시 남창으로 이름이 바뀌었다. 그 이후로도 이름과 행정 구역이 조금씩 바뀌었다. 1935년 완셴 전구가 되었고 1992년 12월 12일 지방 의회는 완셴 지구를 폐지하고 지급시인 완셴 시를 만들었다. 완센 시에는 룽바오 구, 톈청 구, 우차오 구와 카이 현, 중 현, 량핑 현, 윈양 현, 펑제 현, 우산 현, 우시 현, 청커우 현이 속하였다. 완셴 시 전체는 1997년 12월 20일에 충칭시에 흡수되었다. 충칭에 흡수되면서 기존 완셴 시의 3개 구는 충칭의 완셴 구의 산하에 들어오게 되었다. 1998년 5월 22일 지방 의회는 완셴의 이름을 완저우로 바꾸는 것을 승인하였다.

## 기후
| Wanzhou (1981−2010)의 기후                           | Wanzhou (1981−2010)의 기후 | Wanzhou (1981−2010)의 기후 | Wanzhou (1981−2010)의 기후 | Wanzhou (1981−2010)의 기후 | Wanzhou (1981−2010)의 기후 | Wanzhou (1981−2010)의 기후 | Wanzhou (1981−2010)의 기후 | Wanzhou (1981−2010)의 기후 | Wanzhou (1981−2010)의 기후 | Wanzhou (1981−2010)의 기후 | Wanzhou (1981−2010)의 기후 | Wanzhou (1981−2010)의 기후 | Wanzhou (1981−2010)의 기후 |
| 월                                                   | 1월                        | 2월                        | 3월                        | 4월                        | 5월                        | 6월                        | 7월                        | 8월                        | 9월                        | 10월                       | 11월                       | 12월                       | 연간                       |
| ---------------------------------------------------- | -------------------------- | -------------------------- | -------------------------- | -------------------------- | -------------------------- | -------------------------- | -------------------------- | -------------------------- | -------------------------- | -------------------------- | -------------------------- | -------------------------- | -------------------------- |
| 역대 최고 기온 °C (°F)                               | 19.1 (66.4)                | 28.0 (82.4)                | 33.3 (91.9)                | 36.8 (98.2)                | 39.5 (103.1)               | 40.2 (104.4)               | 41.5 (106.7)               | 42.3 (108.1)               | 42.0 (107.6)               | 35.8 (96.4)                | 29.1 (84.4)                | 19.6 (67.3)                | 42.3 (108.1)               |
| 일평균 최고 기온 °C (°F)                             | 10.7 (51.3)                | 13.2 (55.8)                | 17.9 (64.2)                | 23.4 (74.1)                | 27.7 (81.9)                | 30.2 (86.4)                | 33.7 (92.7)                | 34.1 (93.4)                | 29.4 (84.9)                | 22.9 (73.2)                | 18.0 (64.4)                | 12.0 (53.6)                | 22.8 (73.0)                |
| 일일 평균 기온 °C (°F)                               | 7.3 (45.1)                 | 9.2 (48.6)                 | 13.1 (55.6)                | 18.2 (64.8)                | 22.6 (72.7)                | 25.5 (77.9)                | 28.4 (83.1)                | 28.3 (82.9)                | 24.3 (75.7)                | 18.8 (65.8)                | 14.0 (57.2)                | 8.9 (48.0)                 | 18.2 (64.8)                |
| 일평균 최저 기온 °C (°F)                             | 4.9 (40.8)                 | 6.4 (43.5)                 | 9.7 (49.5)                 | 14.5 (58.1)                | 19.0 (66.2)                | 22.1 (71.8)                | 24.6 (76.3)                | 24.2 (75.6)                | 21.0 (69.8)                | 16.2 (61.2)                | 11.5 (52.7)                | 6.7 (44.1)                 | 15.1 (59.1)                |
| 역대 최저 기온 °C (°F)                               | −2.2 (28.0)                | −1.3 (29.7)                | −0.1 (31.8)                | 6.5 (43.7)                 | 11.2 (52.2)                | 15.4 (59.7)                | 17.6 (63.7)                | 18.1 (64.6)                | 14.3 (57.7)                | 5.3 (41.5)                 | 2.9 (37.2)                 | −2.1 (28.2)                | −2.2 (28.0)                |
| 평균 강수량 mm (인치)                                | 15.2 (0.60)                | 21.4 (0.84)                | 39.4 (1.55)                | 96.7 (3.81)                | 165.6 (6.52)               | 187.2 (7.37)               | 191.5 (7.54)               | 161.5 (6.36)               | 135.2 (5.32)               | 104.1 (4.10)               | 48.4 (1.91)                | 18.4 (0.72)                | 1,184.6 (46.64)            |
| 평균 강수일수 (≥ 0.1 mm)                             | 7.7                        | 7.7                        | 11.2                       | 14.6                       | 15.6                       | 15.2                       | 12.7                       | 10.9                       | 12.9                       | 13.7                       | 10.3                       | 8.5                        | 141.0                      |
| 평균 상대 습도 (%)                                   | 84                         | 80                         | 78                         | 79                         | 79                         | 81                         | 79                         | 76                         | 79                         | 85                         | 85                         | 85                         | 81                         |
| 출처 1: China Meteorological Data Service Center     |                            |                            |                            |                            |                            |                            |                            |                            |                            |                            |                            |                            |                            |
| 출처 2: Weather China (precipitation days 1971–2000) |                            |                            |                            |                            |                            |                            |                            |                            |                            |                            |                            |                            |                            |

## 행정 구역
11개 가도, 29개 진, 11개 향, 1개 민족향을 관할한다.
- 가도: 高筍塘街道, 太白街道, 牌樓街道, 雙河口街道, 龍都街道, 周家壩街道, 沙河街道, 鐘鼓樓街道, 百安壩街道, 五橋街道, 陳家壩街道
- 진: 小周鎭, 大周鎭, 新鄕鎭, 孫家鎭, 高峰鎭, 龍沙鎭, 響水鎭, 武陵鎭, 瀼渡鎭, 甘寧鎭, 天城鎭, 熊家鎭, 高梁鎭, 李河鎭, 分水鎭, 余家鎭, 後山鎭, 彈子鎭, 長嶺鎭、新田鎭, 白羊鎭, 龍駒鎭, 走馬鎭, 羅田鎭, 太龍鎭, 長灘鎭、太安鎭, 白土鎭, 郭村鎭
- 향: 柱山鄕, 鐵峰鄕, 溪口鄕, 長坪鄕, 燕山鄕, 梨樹鄕, 普子鄕, 地寶鄕, 黄柏鄕, 九池鄕, 茨竹鄕
- 민족향: 恆合土家族鄕